# Somogyi Elek
Somogyi Elek, OFMConv (Szeged, Csongrád vm., 1742. szeptember 14. – Szeged, 1805. november 29.) Szent Ferenc-rendi minorita szerzetes, gimnáziumi tanár, házfőnök.

## Életútja
Gimnáziumi tanár volt Aradon és Miskolcon. Felszentelését követően hitszónok, adminisztrátor, udvari káplán, helyettes-plébános, több helyen nevelő, segédlelkész volt. 1785 és 1788 között Szegeden működött mint házfőnök.

## Munkái
- Idvességes mulatság, azaz: kérdések és feleletek az anyaszentegyházban előforduló dolgokról, mellyek hiteles írókból egybeszedegettettek és minden renden lévő férfiak és asszonyok lelki vigasztalásokra intéztettek. Pest, 1792, rézmetszettel
- Patientia, barát-tántz, mellyre minden férfiak és aszszony-rendek hivatalosok. 1793. eszt. Uo. 1794. Rézm. (versek.ó)
- Mennyei társalkodás. Az az Krisztus és ember közt való édességes beszélgetések. Uo., 1794